# Johnny Harris
Johnny Harris, född 1973 i Lambeth, London, är en brittisk skådespelare.
Harris har bland annat medverkat i TV-serierna Without Sin och Medici. Han har även medverkat i filmen Snow White and the Huntsman.

## Filmografi (i urval)
- 2012 – Snow White and the Huntsman
- 2015 – Fortitude (TV-serie)
- 2019 – Medici (TV-serie)
- 2022 – Without Sin (TV-serie)
- 2024 – En Gentleman i Moskva (TV-serie)